# Titularbistum Alinda
Alinda ist ein Titularbistum der römisch-katholischen Kirche. 
Es geht zurück auf einen untergegangenen Bischofssitz in der antiken Stadt Alinda in der kleinasiatischen Landschaft Karien. Der Bischofssitz war der Kirchenprovinz Stauropolis zugeordnet.
| Titularbischöfe von Alinda |                                         |                                                                                   |                    |                    |
| Nr.                        | Name                                    | Amt                                                                               | von                | bis                |
| 1                          | Alexandre-Louis-Victor-Aimé Le Roy CSSp | Apostolischer Vikar von Gabun (Gabun) Generalsuperior der Spiritaner              | 3. Juli 1892       | 13. Mai 1921       |
| 2                          | Edward Komar                            | Weihbischof in Tarnów (Polen)                                                     | 16. Juni 1921      | 29. September 1943 |
| 3                          | Juan Hervás y Benet                     | Weihbischof in Valencia Koadjutorbischof von Mallorca (Spanien)                   | 13. Januar 1944    | 22. Dezember 1947  |
| 4                          | Eris Norman Michael O’Brien             | Weihbischof in Sydney (Australien)                                                | 5. Februar 1948    | 11. Januar 1951    |
| 5                          | Gabriel Wilhelmus Manek SVD             | Apostolischer Vikar von Larantuka (Indonesien)                                    | 8. März 1951       | 3. Januar 1961     |
| 6                          | Charles Alexander Grant                 | Weihbischof in Northampton (Vereinigtes Königreich Großbritannien und Nordirland) | 6. Februar 1961    | 14. März 1967      |
| 7                          | Robert Lebel                            | Weihbischof in Saint-Jean-de-Québec (Kanada)                                      | 11. März 1974      | 26. März 1976      |
| 8                          | Juan Hervás y Benet                     | emeritierter Prälat von Ciudad Real (Spanien)                                     | 30. September 1976 | 6. Juni 1982       |